# Asterolasia hexapetala
Asterolasia hexapetala är en vinruteväxtart som först beskrevs av Adrien Henri Laurent de Jussieu, och fick sitt nu gällande namn av George Claridge Druce. Asterolasia hexapetala ingår i släktet Asterolasia och familjen vinruteväxter. Inga underarter finns listade i Catalogue of Life.